# Trona
Trona é um mineral de evaporito, composto de carbonato de bicarbonato de sódio hidratado (Na3HCO3CO3·2H2O). 
É extraido como fonte primária para a obtenção do carbonato de sódio nos Estados Unidos, onde substituiu o Processo Solvay usado no resto do mundo para a produção do carbonato de sódio.

## Etimologia
A palavra "trona" vem para o inglês do mesmo modo que sueco, espanhol e português. Deriva da palavra árabe trōn a qual também deriva do árabe natron e do hebreu נטרן (natruna), a qual vem do grego antigo νιτρον (nitron), derivado do egípcio antigo ntry (ounitry).

## Depósitos naturais
Trona é encontrada no Lago Owens e Lago Searles, California; na Formação Green River do Viomingue e Utá; no Salar de Macadicadi em Botsuana e no Vale do Nilo no Egito. A trona próxima a Green River é o maior depósito conhecido no mundo e se dispõe em camadas de depósitos evaporíticos subterrâneas onde a trona foi depositada durante o período Paleógeno. Trona também é explorada no Lago Magadi no Grande Vale do Rifte no Quênia por cerca de  100 anos, e ocorre em áreas salinas no Parque Nacional Etosha, na Namíbia.

## Mineração
- Magadi Soda Company
- Searles Valley Minerals Inc.
- Solvay
- Tata Chemicals
- FMC Corporation
- General Chemical
- OCI Chemical Corp.
- American Natural Soda Ash Company